# Ėduard Chil'
Ėduard Anatol'evič Chil' (in russo Эдуард Анатольевич Хиль?) (Smolensk, 4 settembre 1934 – San Pietroburgo, 4 giugno 2012) è stato un baritono sovietico, russo dal 1991, attivo tra il 1955 ed il 2012.
Su Internet è noto con il soprannome di Mr. Trololo.

## Biografia
Ėduard Chil' nacque il 4 settembre 1934 a Smolensk. La sua infanzia fu segnata duramente dalla seconda guerra mondiale: in seguito all'invasione dell'URSS da parte della Germania nazista fu separato ancora bambino dai suoi genitori, e passò gli anni della guerra in un orfanotrofio. Poté ricongiungersi con la madre solo dopo la fine delle ostilità: i due si trasferirono a Leningrado dove il giovane Chil' svolse gli studi.

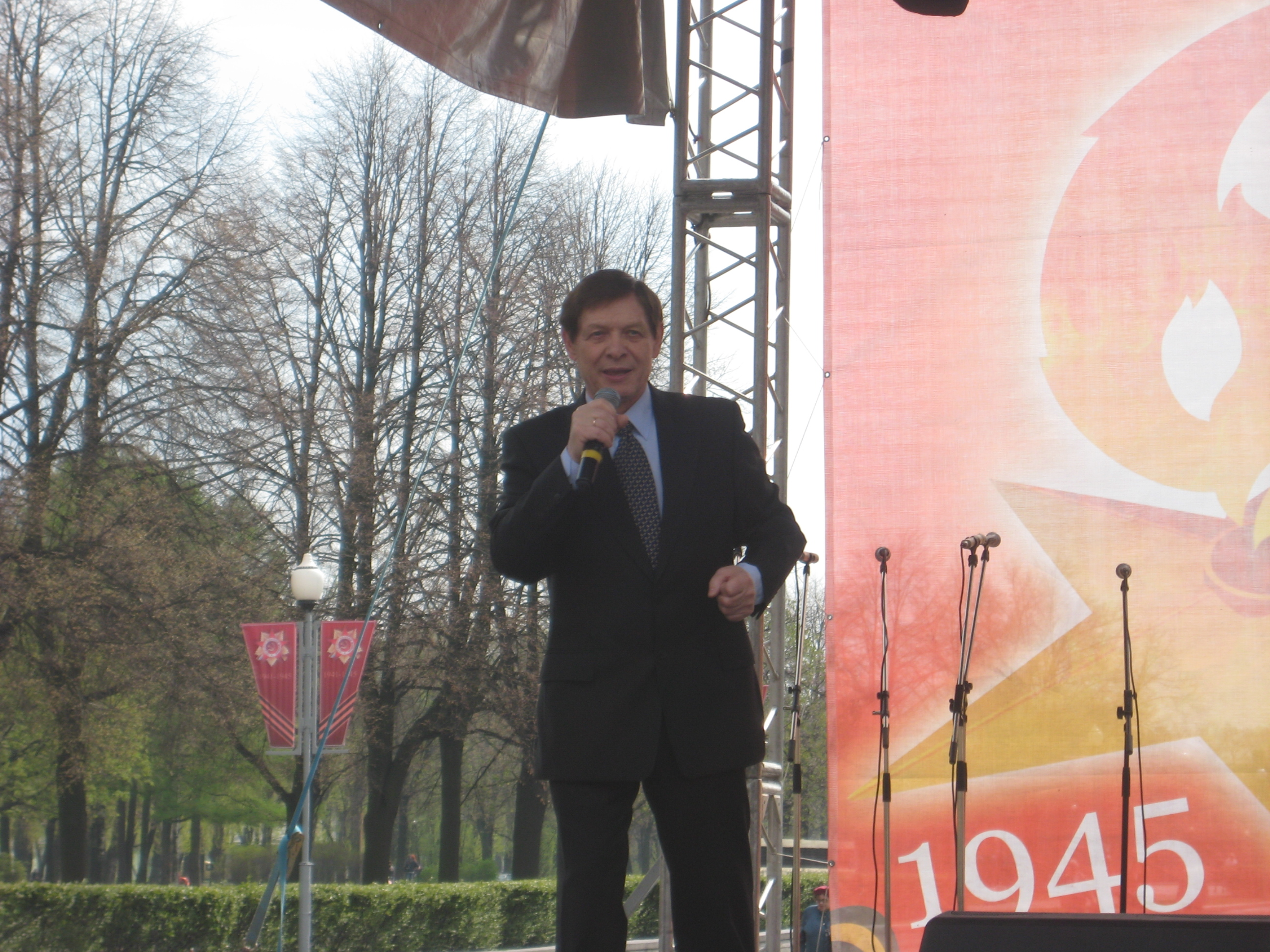
Chil' sul palco di una manifestazione a San Pietroburgo nel 2010

Nel 1960 si diplomò al Conservatorio di Leningrado (nella classe di canto EG di Olkhovskoye e ZP Lody) e iniziò a esibirsi come solista; il suo repertorio era costituito  prevalentemente da musica pop e canzoni popolari russe.
Il suo stile, che abbinava alle doti vocali un atteggiamento teatrale ed istrionico sul palcoscenico, gli valse una notevole fama in patria e gli fruttò una carriera costellata di numerosi premi e riconoscimenti, fra cui il conferimento del prestigioso premio di Artista del Popolo dell'Unione Sovietica nel 1974.
L'attività di musicista lo portò a tenere concerti in tour in più di ottanta nazioni diverse.
Dal 1977 al 1979 affiancò all'attività musicale quella di insegnante di canto solista presso l'Accademia delle Arti Teatrali di San Pietroburgo.
All'inizio degli anni novanta si ritirò dalle scene, per poi ritornarvi a partire dal 1997, venendo coinvolto da suo figlio in un progetto congiunto con il gruppo rock "Prepinaki".
Nel 2009, per commemorare la sua carriera ed in occasione del suo 75º compleanno, gli venne conferito l'Ordine al merito per la Patria.
È morto il 4 giugno 2012, all'età di 77 anni, in un ospedale di San Pietroburgo, dopo alcuni giorni di coma dovuto ad un ictus.

## Mr. Trololo
Nel 2009 è stato caricato su YouTube un video del 1976 di Chil' che canta Ja očen' rad, ved' ja, nakonec, vozvraščajus' domoj (Sono molto felice, perché sto finalmente ritornando a casa); in breve tempo ciò è diventato un famoso fenomeno di Internet, in particolare grazie al suono dei vocalizzi eseguiti nel brano dal cantante, che hanno portato alla nascita del soprannome Mr. Trololo. L'attore Christoph Waltz ne ha girato una parodia ed anche Muslim Magomayev, Valery Obodzinsky ed il cantante ungherese Janos Koosh si sono esibiti in questo vocalizzo. Altre parodie sono presenti nel cartone animato I Griffin, nel videogioco Ratchet & Clank: QForce, nella serie televisiva ANT Farm, nel videoclip del singolo Avrai ragione tu (ritratto) di Caparezza e nel film di Pacific Rim - La rivolta.